# Осиновское муниципальное образование (Саратовская область)
Осиновское муниципальное образование — сельское поселение в Марксовском районе Саратовской области Российской Федерации.
Административный центр — посёлок Осиновский.

## История
Статус и границы сельского поселения установлены Законом Саратовской области от 27 декабря 2004 года № 07-ЗСО «О муниципальных образованиях, входящих в состав Марксовского муниципального района».

## Население
| 2010  | 2011  | 2012  | 2013  | 2014  | 2015  | 2016  |
| ----- | ----- | ----- | ----- | ----- | ----- | ----- |
| 4435  | ↘4427 | ↘4407 | ↘4406 | ↘4380 | ↗4394 | ↘4313 |
| 2017  | 2018  | 2019  | 2020  | 2021  |       |       |
| ↘4245 | ↘4209 | ↘4153 | ↘4110 | ↘3917 |       |       |

## Состав сельского поселения
| № | Населённый пункт | Тип населённого пункта          | Население |
| - | ---------------- | ------------------------------- | --------- |
| 1 | Берёзовка        | село                            | ↗950      |
| 2 | Бородаевка       | село                            | ↗1012     |
| 3 | Каменка          | село                            | ↗1100     |
| 4 | Новосельское     | село                            | 4         |
| 5 | Осиновский       | посёлок, административный центр | ↗1177     |
| 6 | Филипповка       | село                            | ↗174      |
| 7 | Чапаевка         | посёлок                         | 19        |